# ルイーズ・マリー・ド・フランス

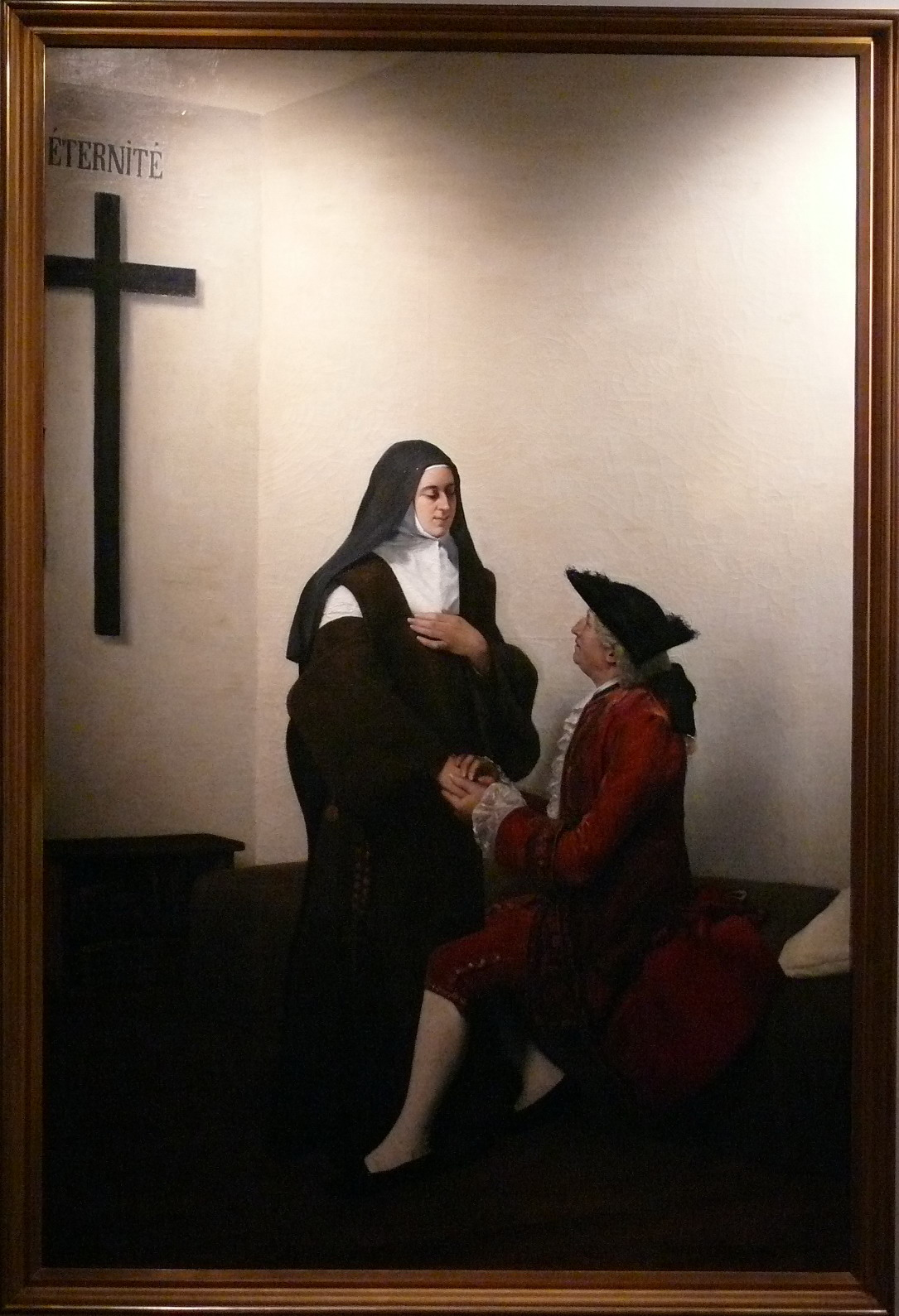
父ルイ15世の訪問を受けるマダム・ルイーズ、マクシム・ル・ブーシェ画

ルイーズ＝マリー・ド・フランス（Louise-Marie de France, 1737年7月15日 - 1787年12月23日）は、フランス王ルイ15世と王妃マリー・レクザンスカの末娘。「メダム」と呼ばれた王女姉妹の一員で、宮廷ではマダム・ルイーズ（Madame Louise）と呼ばれた。修道女として生涯を終え、カトリック教会の尊者に列せられている。

## 生涯
ルイ15世夫妻の間に第10子、八女として生まれた。末娘であり、7番目のマダム（Madame Septième）、末のマダム（Madame Dernière）などと呼ばれていたが、1747年よりマダム・ルイーズと呼ばれた。3人の姉、ヴィクトワール、ソフィー、テレーズとともにフォントヴロー修道院に預けられて育ち、1750年にヴェルサイユ宮廷に戻った。
同年、ルイ15世はルイーズをジャコバイト王位請求者であるチャールズ・エドワード・ステュアートに嫁がせようとしたが、ルイーズは愛していない男性と結婚するくらいなら修道院に入りたいと父王に懇願し、この縁組に抵抗した。やがてチャールズ・エドワードと従妹のモンバゾン公爵夫人との不倫関係が発覚すると、ルイ15世は娘をチャールズに嫁がせる計画を中止した。
ルイーズは1770年4月11日の早朝に突然ヴェルサイユ宮殿を去り、サン＝ドニのカルメル会女子修道院に入ったことで世間を驚かせた。1771年9月12日には正式に修道女となり、「サントーギュスタンのテレーズ（Thérèse de Saint-Augustin）」の修道名を名乗り、以後は死ぬまで修道院での敬虔な修道生活を続けた。1787年に内臓疾患のために50歳で亡くなり、サン＝ドニ大聖堂の両親の棺の隣に埋葬された。墓所は死の2年後に起きたフランス革命の最中、王家の他のメンバーの墓とともに民衆によって冒涜された。
1873年に教皇ピウス9世によって尊者に列せられた。記念日は死去した12月23日に定められている。